# Worms 2011: Armageddon
Worms 2011: Armaggedon es la edición más reciente (para dispositivos móviles) de la popular serie de videojuegos de artillería y estrategia militar multijugador Worms.
Esta entrega, junto con su antecesora Worms 2010, fue desarrollada por Electronic Arts, a diferencia de otras ediciones que han sido desarrolladas por THQ Wireless.

## Mochila de Armamento
La mochila de armamento contiene en total 36 armas y herramientas de distintos tipos y funciones. Son las siguientes:
- Bazooka: La más utilizada y famosa arma del juego. Es un arma de potencia ajustable que dispara un obús que explota al contacto. Su dirección puede ser afectada según la potencia del viento. Causa un daño máximo de 40 puntos.
- Granada: Otra de las típicas armas de Worms. La granada clásica es un dispositivo temporizado a tres segundos que puede explotar en tierra o en aire. Inflige un daño máximo de 35 puntos.
- Jet pack: La mochila propulsora presentada en Worms 2008, con la capacidad de llevar al gusano usuario, dentro de un tiempo límite de 100 tiempos (50 segundos reales), a cualquier parte del terreno de juego. Al no ser un arma de contacto, no produce daño alguno a los gusanos enemigos.
- Puño de fuego: Con esta arma, el gusano golpea con el puño al enemigo más próximo, causándole 30 puntos de daño. El gusano atacante debe colocarse justo a un lado del objetivo para que el ataque surta efecto.
- Mina: Un pequeño dispositivo explosivo que puede ser colocado en la posición del gusano usuario y activado por el siguiente gusano que pase cerca de éste. Provoca un daño máximo de 30 puntos.
- Ataque Aéreo: Igual al Golpe Aéreo de Worms Forts 3D y similar al Ovni de Worms 2008. El jugador define un objetivo de ataque y del cielo caerán 5 o 6 misiles alineados horizontalmente hacia el punto escogido, provocando daños de hasta 80 puntos.
- Misil teledirigido: Es un obús que se proyecta con un cañón parecido al de la bazooka, sólo que éste se puede dirigir ubicando el cursor en el punto deseado y proporcionando la potencia y dirección adecuadas. Daño máximo de 30 puntos.
- Granada de fragmentación: Similar a la granada común, solo que está al detonar se fragmenta en otros 5 explosivos de igual potencia. Daño máximo de 45 puntos.
- Granada divina: Igual a la Granada Santa de Worms Forts 3D. Al explotar puede causar daños desde 25 puntos hasta la muerte del gusano.
- Escopeta: Esta arma puede ser accionada dos veces en cada turno que se utilice; es recomendable que se use cerca del objetivo, ya que no su proyectil no alcanza largas distancias. Cada impacto produce un daño máximo de 25 puntos.
- Uzi: Es un sub-fusil que dispara varios proyectiles en la dirección a la que se apunta. La dirección a la que se apunta puede ser cambiada mientras el arma es accionada. Produce 30 puntos de daño.
- Patada espartana: Arma de contacto. El gusano se coloca un casco espartano y propina una patada al objetivo (el cual debe estar justo al lado del atacante), provocándole 30 puntos de daño. Si este alcanza a otros gusanos, los impulsará con la misma fuerza de la patada y les causará el mismo daño.
- Hacha de guerra: Arma de contacto en forma de hacha que hunde al objetivo en el terreno de juego, causando 30 puntos de daño
- Dinamita: Una pieza de dinamita que a diferencia de otros utensilios se coloca, no se lanza. Provoca hasta 90 puntos de daño.
- Bomba Banana: Igual a su homólogo en Worms Forts 3D, un plátano explosivo que al detonar proyecta seis mini-bananas de igual potencia explosiva que detonan al contacto. Daño letal.
- Teletransporte: Por medio de un cursor se selecciona el lugar a donde se quiere transportar al gusano y se activa.
- Cañón Gauss: Es un cañón de fuerza magnética que dispara un proyectil guiado por láser capaz de atravesar todo cuanto se cruce en su trayectoria, con excepción de los gusanos, a quienes hace un daño máximo de 30 puntos.
- Cóctel molotov: Es una botella llena de gasolina con un trozo de tela prendida en llamas en la boquilla que explota al contacto con cualquier obstáculo, provocando un incendio en el terreno cercano a la zona de impacto. Daño máximo de 60 puntos.
- Oveja: Un animal-arma con la apariencia de una oveja que camina y salta por el terreno de juego hasta ser detonada por el usuario. Su trayectoria depende de la forma del terreno, ya que los desniveles pueden hacerla rebotar y cambiar de dirección a una no deseada. Daño máximo de 50 puntos.
- Antibúnker: Un misil que cae verticalmente desde el cielo hasta un punto definido, el cual puede ser seleccionado con el cursor. Si cae directamente sobre un gusano, explotará inmediatamente causando un daño máximo de 30 puntos; en cambio, si cae sobre tierra, la atravesará hasta llegar al agua o hasta llegar a un búnker de gusanos (sub-nivel de tierra habitada por gusanos) donde explotará. Si al caer toca tierra y a un gusano simultáneamente, este último recibirá un daño de hasta 90 puntos.
- Golpe con Napalm: Es un ataque teledirigido en el que se hacen caer seis misiles del cielo y que antes de tocar tierra explotan, liberando seis cargas de fuego que se esparcen y provocan un incendio sobre la zona seleccionada del terreno de batalla. Causa un daño de hasta 120 puntos
- Bate de béisbol: Esta arma de contacto consiste en un bate de béisbol con el que se golpea al gusano oponente. Su efecto puede ser la reducción de 30 puntos de vida de la víctima o la expulsión del terreno de batalla hacia el agua.
- Bola de dragón: Otra arma de contacto, en la que se lanza una bola de fuego azul al gusano enemigo más próximo causándole 30 puntos de daño máximo.
- Súper Oveja: Una versión mejorada de la Oveja, ya que al igual que esta última es lanzada por tierra, pero al ser activada comienza a volar por los aires pudiendo ser dirigida por el usuario hacia el punto deseado, explotando al contacto con el terreno.
- Búfalo mentiroso: Similar al Rinoceronte de Worms Forts 3D, solo que esta ocasión es un búfalo que provoca una explosión al chocar con algún obstáculo; esto lo hace tres veces y luego explota definitivamente. Si choca varias veces con un gusano puede causar daños desde 50 puntos hasta la muerte del objetivo.
- Soplete: Herramienta que sirve para perforar agujeros subterráneos o "búnker" para ocultar al gusano en ellos. Si es aplicado en contra de un gusano puede causar daño letal.
- Martillo neumático: Una herramienta que sirve únicamente para perforar hoyos verticales en la tierra y ocultarse en ellos.
- Bomba de Gas: Es un arma que envía una ráfaga de gas tóxico que reduce 5 puntos de vida a los gusanos alcanzados por el gas. Parece poco, pero al final de cada turno del juego, ya sea propio o del rival, los gusanos afectados por el gas sufren un daño de 5 puntos que, al cabo de 20 turnos, simplemente acabará con la vida de éstos gusanos.
- Kamikaze: Un arma poco recomendable de usar, ya que el gusano que la accione saldrá disparado horizontalmente en la dirección en la que esté mirando y luego explotará. Si llega a toparse con algún otro gusano mientras vuela, este sufrirá 30 puntos de daño máximo.
- Ataque relámpago: Realmente no es un ataque, sino una ayuda ya que, a través de un relámpago proveniente de una nube gris en el cielo, se puede revivir a un gusano (apuntando a su tumba), o aumentar 30 puntos de vida a cualquier gusano (apuntando hacia el elegido).
- Asno de cemento: Uno de los ataques más devastadores del juego. Se apunta con el cursor al punto deseado y se acciona. De inmediato caerá del cielo la escultura en cemento de un asno sonriente y golpeará el punto elegido, rebotando y cayendo de nuevo hasta perforar por completo el terreno. El gusano que corra con la mala suerte de ser atacado con un Asno de cemento podrá recibir daños mortales de hasta 700 puntos.
- Armaggedon: Este es el ataque más potente de Worms 2011. Al ser activado comenzarán a caer meteoros al azar desde el cielo, impactando indiscriminadamente casi todos los puntos del terreno de batalla. Por lo regular este ataque elimina a todos los gusanos del terreno pero, de no hacerlo, causará daños que van desde los 35 hasta los 120 puntos.

### Herramientas Especiales
- Prismáticos o binóculos: Esta herramienta sirve para examinar el terreno de juego y ubicar tanto a los gusanos enemigos como a los propios.
- Saltar Turno: Como su nombre lo dice, esta herramienta te permite pasar tu turno a voluntad. Cuando es accionada, el gusano en turno salta sarcásticamente una cuerda en señal de que salto su turno.
- Rendición: Herramienta que sirve para salir de la batalla y dar la victoria al equipo contrario. Cuando se acciona, el gusano en turno saca y agita una pequeña bandera blanca en señal de la rendición de su equipo.

### Incentivos
- Cajas de armas: Son cajas de color marrón claro que caen del cielo, y contienen en su interior un arma cuya identidad es revelada hasta que un gusano coge la caja.
- Botiquín: Son cajas blancas con una cruz roja en el medio que aumentan en 25 puntos la salud del gusano que la recoja.

### Ítems Especiales
- Tanques de combustible: Son tanques de color verde oscuro con una pequeña llama dentro que explotan al contacto con cualquier ataque.
- Minas: Como las de la mochila de armamento, están prefijadas en ciertos lugares del terreno de juego en cada nivel.

## Modos de juego

### Modo Campaña
El tradicional modo de Campaña, dónde se deben completar 24 misiones distintas divididas en 4 grupos de 6 misiones cada uno. Cada Grupo tiene un grado de dificultad y un equipo rival que lo identifica:

#### Waartans
Es el primer equipo enemigo al que se debe enfrentar. Son gusanos adornados con un casco de soldado espartano, sus armas preferidas son el Puño de fuego, el Hacha de guerra, la Patada Espartana, la Granada y la Bazooka. Su terreno de juego es el terreno Medieval, compuesto por tierra y pasto con enredaderas y catapultas ficticias.

#### Touch Drowners
Es el segundo equipo enemigo al que se debe enfrentar. Son gusanos vestidos con un casco de fútbol americano, sus armas preferidas son el Cóctel molotov, la Granada, la Bazooka y la Granada de fragmentación. Su terreno de juego es el Campo de football, compuesto de pasto con "X" y "O" de tiza, y podios y silbatos gigantes ficticios.

#### Rratatat
Es el tercer equipo enemigo al que se debe vencer en el juego. Son gusanos con sombreros en forma de rebanada de gruyer que aluden a ratones espaciales, sus armas preferidas son el Cóctel Molotov, la Granada, la Bazooka y la Granada de fragmentación. Su terreno de juego es una gran masa de tierra con textura de queso con satélites y naves ficticias.

#### Choke 'n' Sink
Es el cuarto y último equipo al que se debe enfrentar. Son gusanos vestidos con una boina blanca aludiendo a arquitectos profesionales. Sus armas a utilizar son prácticamente impredecibles. Su terreno de juego es un terreno de construcción con grúas y bulldozers ficticias. El nombre de este equipo se deriva de una variación de la frase ”Divide y vencerás” de Julio César

### Modo de partida rápida
En este modo, la computadora genera al azar una partida entre el usuario y la I. A., la cual selecciona aleatoriamente uno de los cuatro equipos anteriormente mencionados para jugar. En este modo están disponibles todas aquellas armas que ya se hallan desbloqueadas en el modo campaña.

### Modo de partida personalizada
En este modo, las opciones de batalla pueden ser modificadas. 

#### Modalidades
- Deathmatch: Una partida común. Gana el equipo que quede en pie al final del encuentro.
- Muerte rápida: No intentes correr o esconderte, ya que todos los gusanos poseen solamente 1 punto de vida, lo que implica que cualquier daño sea letal.
- Dios: En este modo, todos los gusanos son inmortales, excepto en el agua.
- B&G: Son las siglas de “Bazooka & Grenade” o Bazooka y Granada, ya que solo estas armas están disponibles en este modo, además del Jetpack y las Herramientas Especiales.
- Comprador: Sólo las armas básicas están disponibles al principio de la partida. En cada turno caen cajas de armas y botiquines que ayudarán al jugador en turno.
- Macarras: En este modo solo están disponibles el Jetpack, Puño de fuego, Patada espartana, Teletransporte, Hacha de guerra, Bola de dragón, Bate de béisbol y Kamikaze.

#### Jugadores
- Tú contra la I. A.: El usuario disputa la partida contra la CPU (No disponible en los modos Comprador y Macarras)
- Pasa y juega: El usuario disputa la partida contra otra persona en el mismo dispositivo.
- Pasa y juega x3: El usuario disputa la partida contara otros dos usuarios en el mismo dispositivo.

Así mismo, en el modo “Tú contra la I. A.” puedes modificar la habilidad del oponente entre las siguientes:
- Estratega
- Vengativo
- Gallito
- Temerario

#### Terreno
Se puede modificar el material del terreno, así como su forma. Dentro de los materiales están los siguientes:
- Medieval de Waartans
- Campo de Fútbol de Touch Drowners
- Queso de Rratatat
- Construcción de Choke 'n' Sink

Las formas de los terrenos son las siguientes:
- Tierra firme: Terreno clásico, con montes, llanos y desniveles en orden aleatorios
- Un solo bajo: Un solo nivel de tierra firme con ítems adicionales como tanques de combustible o minas.
- Dos cimas: Un terreno formado de dos montículos continuos de terreno unidos por más tierra. También incluye los ítems adicionales.
- Dos cimas y agua: Dos picos de tierra separados por una pequeña masa de agua.

## Instrucción
Dentro de éste menú hay dos modos para familarizarse con el juego:

### Tutorial
Un tutorial de familiarización con el juego en donde se pueden practicar las acciones básicas como moverse, saltar, atacar, etc.

### Campo de tiro
Un terreno generado aleatoriamente donde se pueden probar absolutamente todas y cada una de las armas tantas veces como se desee hasta destruir por completo el terreno. Se puede modificar la dirección y la intensidad del viento, así como agregar o quitar gusanos inertes.

## Logros
En el juego hay una serie de logros que pueden ser completados conforme se avanza en el juego o cumpliendo ciertas condiciones. Los logros son los siguientes:
- ¡Gran victoria!: Completar los 4 primeros niveles de Waartans.
- ¡A por la victoria!: Completar todos los niveles de Waartans.
- ¡Gritad, malditos!: Completar los 4 primeros niveles de Rratatat.
- Flautista: Completar todos los niveles de Rratatat.
- ¡Ahógate!: Completar los 4 primeros niveles de Choke 'n' Sink.
- Húndelos a todos: Completar todos los niveles de Choke 'n' Sink.
- Aniquilación: Completar todos los niveles del modo campaña.
- Dale caña: Usar todos los objetos de la mochila de armamento una vez en el campo de tiro.
- Worminator: Matar a 300 gusanos durante el juego.
- La codicia es buena: Recolectar 100 cajas de armas durante el juego.
- Hermanos de armas: Ganar una partida sin causar fuego amigo.
- Sí, sí... amigo: Matar a 10 gusanos aliados durante el juego.